# تور تفتان
تور تفتان  یک مسابقه دوچرخه‌سواری حرفه‌ای بود که به صورت سالانه در ایران برگزار می‌شد. این بخشی از تورهای قاره‌ای دوچرخه‌سواری در رده ۲٫۲ بود.

## برندگان
|      |       | رکاب‌زن           | تیم                            |
| ---- | ----- | ---------------- | ------------------------------ |
| ۲۰۰۷ | ایران | حسین ناطقی (IRI) | مس کرمان                       |
| ۲۰۰۸ | ایران | حسین ناطقی (IRI) | تیم دوچرخه‌سواری پتروشیمی تبریز |